# Some Girl
Some Girl (xinès simplificat: 重返故鄉 ) També s'ha  traduït a l'anglès com Back Home from City o  Return to the Hometown Pel·lícula muda xinesa de l'any 1925. Produïda per Shanghai Film Studio, dirigida i escrita per Dan Duyu.

## Estil
La pel·lícula s'ha definit com a una "pel·lícula filosòfica" que amb un estil dramàtic descriu els personatges com a símbols i no segueix les convencions de la narració tradicional. S'ha  comparat amb l'obra de teatre titulada "Alba", escrita més o menys al mateix temps per la primera guionista xinesa, Pu Shunqing. En el seu moment  Some Girl va resultar ser massa avantguardista pel públic de l'època, però va ser elogiada per la crítica a qui va  agradar l'omissió dels plantejaments tradicionals.

## Sinopsi
La pel·lícula explica la història de les cinc filles de  la camperola Guangyin: Su Nu, Meili, Qingnian, Vanity i Zhenjie, que s'enfronten a diverses proves de la naturalesa humana després d'entrar a la ciutat. El personatge Puresa, encarnat per Yin Mingzhu, té virtut i vanitat. És jove i bella, coneix a una sèrie de personatges com ara, Diners (金錢), Seducció (引誘), Mim (溺愛), Dòcil (懦弱), Desig (色欲), Encant (妖 冶), Força (強權) i Traïció (陰險) a la seva vida. Su Nu s'enamora dels diners, Meili mor d'alcoholisme, Qingnian és portada a casa per la seva mare, Vanity és seduïda  i Zhenjie es fa amiga de Chengchen i és empresonada pels diners. Al final, Sun Nu troba refugi en l'Honestedat (誠懇) i la Virtut (貞潔), adonant-se de la veritat sobre la vida i torna a casa.

## Repartiment
En el repartimentdestaca la presència de les actrius Yin Mingzhu, també coneguda com Pearl Ing i de Xie Caizhen.  La trajectòria de Yin està totalment lligada a la del director Dan Dayu amb qui es va casar (després de separar-se del seu primer marit francès) i amb qui va tenir quatre filles. Per la seva banda Xie, a par del seu treball com actriu ha  estat considerada per diverses fonts com la primera dona directora de cinema a la Xina.